# Basuto (cheval)
Pour les articles homonymes, voir Basuto.
Le Basotho ou Basuto est une race de poney, originaire du Lesotho (anciennement Basutoland) et d'Afrique du Sud.

## Histoire
La race a été développée au Lesotho, pays enclavé dans l'Afrique du Sud. Son histoire est dans un premier temps commune avec celle du cheval du Cap, lui-même issu de divers chevaux javanais, européens, et peut-être mongols. Ces animaux sont croisés au XVIIIe siècle de façon répétée avec l'Arabe, le Pur-sang, et des chevaux perses. L'origine du Basuto remonte environ à 1825. Il est introduit au Basutoland par le chef zoulou Msosesha.[réf. nécessaire]
Le Basuto conserve sa petite taille et s'adapte à son environnement, situé à environ 1 400 mètres d'altitude.

## Description

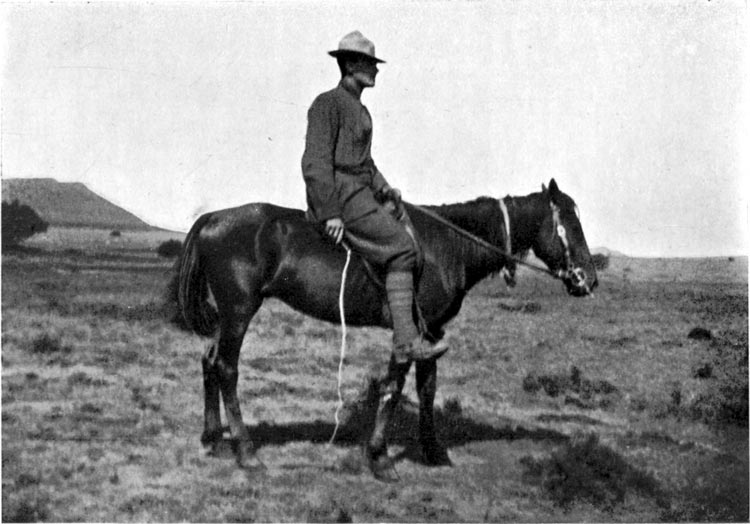
Basuto monté.

Le guide Delachaux (2014) indique une taille moyenne de 1,42 m, l'encyclopédie de CAB International précisant que la taille est toujours inférieure à 1,47 m. 
Il est maigre, mais agile et rapide, extrêmement résistant, robuste, endurant et courageux, il peut porter de lourdes charges sur de longues distances. Ses conditions d'élevage l'ont rendu rustique et frugal, son pied est extrêmement sûr. Sa robe est souvent alezane, baie, plus rarement grise. Les marques blanches rares et peu étendues, la tête est fine, portée par une encolure longue et souvent rouée (col de cygne), les crins sont peu fournis, l'arrière-main est puissante, les membres sont courts et forts avec des pieds durs.
Le Basuto a fait l'objet d'une étude visant à déterminer la présence de la mutation du gène DMRT3 à l'origine des allures supplémentaire : l'étude de 30 sujets a permis de détecter la présence de cette mutation chez 6,7 % d'entre eux, sans confirmation de l’existence de chevaux avec des allures supplémentaires parmi la race. 

## Utilisations
Il a participé à plusieurs guerres, notamment la seconde guerre des Boers où comme le poney Boer, ce petit animal rapide et agile des fermiers boers a acquis sa notoriété. C'est désormais une monture de loisir et de sport, recherchée pour la randonnée et le polo, et parfois les courses. Il a donné naissance au Nooitgedacht.
Il sert surtout de cheval de travail, mais aussi de cheval de bât et de traction légère.

## Diffusion de l'élevage
Cette race est en voie de disparition. En 2006, la base de données DAD-IS considère le Basuto comme éteint. L'étude menée par l'université d'Uppsala, publiée en août 2010 pour la FAO, signale le Basotho comme une race locale africaine éteinte. Par ailleurs, l'ouvrage Equine Science (4e édition de 2012) le classe parmi les races de poneys peu connues au niveau international.